# Saison 2003-2004 des Canadiens de Montréal
Autres saisons
Saison précédente Saison suivante
La saison 2003-2004 de hockey sur glace est la 95e saison que jouent les Canadiens de Montréal. Ils évoluent alors dans la Ligue nationale de hockey et finissent à la 4e place de la Division Nord-Est, ainsi qu'à la 7e place e l'Association de l'Est de la LNH avec une fiche de 41 victoires, 30 défaites, 7 matchs nuls et 4 défaites en prolongation pour un total de 93 points.
Au premier tour des séries, ils éliminent les Bruins de Boston en sept matchs. Au second tour, ils sont sortis par le Lightning de Tampa Bay en quatre rencontres. Ces derniers seront sacrés champions au terme des séries éliminatoires.

## Saison régulière

### Contexte

#### Avant le début de la saison
Après avoir été écarté des séries éliminatoires la saison précédente, Serge Savard démissionne de son poste de directeur général. Il est remplacé le 2 juin 2003 par Bob Gainey.
Alors que les partisans s'attendent à du changement, Bob n'effectue pas de grosses transaction durant l'été, mais acquiert Steve Bégin et Darren Langdon via le ballotage.
Durant le camp préparatoire, beaucoup de joueurs ont l'occasion de montrer leur progrès à l'organisation, mais la plupart sont renvoyés dans les ligues mineures. dix-neuf joueurs se voient ré-assigner au Bulldogs de Hamilton : Olivier Michaud, Jean-François Damphousse, Eric Fichaud, Andrew Archer, Francois Beauchemin, Karl Dykhuis, Patrick Traverse, Jean-Philippe Côté, Philippe Plante, Jérôme Marois, Duncan Milroy, Sylvain Blouin, Benoît Gratton, Aleksandr Perejoguine, Tomáš Plekanec, Marc-André Thinel, Jozef Balej, Jonathan Ferland et Pierre Dagenais. sept joueurs sont renvoyer dans des ligues mineures : Mark Flood, Matt Shasby, Steve Villeneuve, Michael Lambert, Christian Larivée, Maxim Lapierre et Cory Urquhart. Deux joueurs sont libérés par l'équipe Michel Robinson et Brent MacLellan.

#### Héritage classique
Le 22 novembre 2003, le premier match de saison régulière de l'histoire de la Ligue nationale de hockey à être jouée à l'extérieur se déroule dans le Stade du Commonwealth dans la ville d'Edmonton dans l'état de l'Alberta.
Il oppose les Canadiens aux Oilers d'Edmonton devant  57 167 spectateurs qui ont bravé une température de −20 °C. Les Canadiens repartent avec une victoire sur un score de 4 à 3.

#### Match des étoiles
Le 8 février 2004, le 54e Match des étoiles de la LNH se déroule dans la ville de Saint-Paul dans le Minnesota.
Le Canadien est représenté par trois joueurs : le Gardien de but José Théodore, le Défenseur Sheldon Souray et l'ailier droit Michael Ryder, Ce dernier ne prend part qu'à la rencontre des Recrues,.

### Détails de la saison

#### Octobre
Le Canadien dispute son premier match de la saison le 9 octobre 2003 contre les Sénateurs d'Ottawa. Montréal est dominé 5 à 2 par Ottawa.
Malgré cette défaite, à la fin du mois, l'équipe point au 2e rang de la Division Nord-Est avec six victoires pour cinq défaites.
Le 16 octobre 2003, après avoir disputé deux matchs avec les Canadiens, Gordie Dwyer est renvoyé aux bulldogs pour le reste de la saison et Mike Komisarek est lui aussi envoyé à Hamilton, étant le défenseur surnuméraire.
Le 25 octobre 2003, après avoir disputé deux matchs avec les Canadiens, Chris Higgins est renvoyé aux bulldogs pour le reste de la saison.
Le 30 octobre 2003, Chad Kilger est envoyé auprès des Bulldogs pour un reconditionnement après sa blessure.

#### Novembre
Le mois de novembre voit les Canadiens ralentir un peu avec une série de trois défaites d'affilée. Ils descendent à la 4e place de la Division Nord-Est, avec 23 points. Les premiers sont les Maple Leafs de Toronto avec 30 points.
Le 3 novembre 2003, Chad Kilger est de retour dans le grand club après avoir disputé deux rencontres avec les Bulldogs.
Le 24 novembre 2003, Marcel Hossa et Ron Hainsey n'ayant pas donné satisfaction, sont envoyés dans le club école à Hamilton pour le reste de la saison. Pour les remplacer, les Canadiens procèdent au rappel de Pierre Dagenais et de Mike Komisarek.

#### Décembre
Durant le mois de décembre, les Canadiens vont engranger 18 points sur les 30 mis en jeu. Ils gagnent ainsi un rang au classement de la Division Nord-Est et sont potentiellement qualifiés pour les séries éliminatoires.
Le 18 décembre 2003, Sheldon Souray signe un Tour du chapeau contre les Predators de Nashville. C'est la seule fois de sa carrière qu'il marque trois buts en un match.
Le 19 décembre 2003, pour pallier l'absence de Joé Juneau, Benoît Gratton s'amène depuis le club des Bulldogs.
Le 26 décembre 2003, Jason Ward revient de blessure et après deux matchs avec Hamilton, il réintègre l'effectif du grand club.
Le 31 décembre 2003, Tomáš Plekanec est rappelé par les Canadiens , au vu de ses bonnes prestations avec Hamilton.

#### Janvier
Au cours du mois de janvier, les Canadiens vont accumuler huit victoires pour cinq défaites. Malgré ce bilan positif, ils redescendent à la 4e place du classement de la division Nord-Est avec 58 points, 11 de moins que les Maple Leafs qui occupent la tête du classement.
Le 10 janvier 2004, Sheldon Souray amasse un but et cinq passes dans la victoire 8 à 0 contre les Penguins de Pittsburgh, établissant le record du nombre de points récoltés en un match par un défenseur du Canadien de Montréal.
Le 15 janvier 2004, Tomáš Plekanec est renvoyé auprès des Bulldogs après avoir pris part à ses deux premiers matchs de LNH.
Le 22 janvier 2004, à la suite du départ de Daniel Audette, les Canadiens procèdent au rappel de l'espoir Jozef Balej.

#### Février
Présentant un bilan similaire à celui du mois de janvier, les Canadiens se classent toujours à la 4e place du classement de la division avec 74 points. Toronto en compte 10 de plus.
À la suite d'une blessure subie à un genou par Sheldon Souray, le personnel d'entraineurs n'a d'autre choix que de rappeler le vétéran Karl Dykhuis dans le grand club, le 2 février 2004.
Le 3 février 2004, les Canadiens renvoient Benoît Gratton dans l'équipe des Bulldogs.

#### Mars et avril
Début mars, Bob Gainey fait deux transactions pour acquérir Alekseï Kovaliov et Jim Dowd, dans le but de se qualifier pour les séries éliminatoires. Après ces transactions, l'équipe signe cinq victoires en six matchs, dont trois matchs dans un déplacement en Californie.
Les Canadiens se qualifient officiellement le 27 mars 2004, malgré d'une défaite en prolongation à Boston, ils ne peuvent plus être rejoint par les Sabres de Buffalo.

### Match après match
Cette section présente les résultats de la saison régulière qui s'est déroulée entre le date et le date.
Nota : Les résultats sont indiqués dans la boîte déroulante ci-dessous afin de ne pas surcharger la page. La colonne « Bilan » indique à chaque match le parcours de l'équipe au niveau des victoires, défaites et matchs nuls. Une victoire rapporte deux points et un match nul un seul point.
| Match No | Date         | Résultat                | Adversaire                | Lieu            | Score  | Salle (affluence)                          | Bilan (V-D-N-DP) | Pts |
| -------- | ------------ | ----------------------- | ------------------------- | --------------- | ------ | ------------------------------------------ | ---------------- | --- |
| 1        | 9 octobre    | défaite                 | Sénateurs d’Ottawa        | Ottawa          | 2-5    | Corel Centre (18 500)                      | 0-1-0-0          | 0   |
| 2        | 11 octobre   | victoire                | Maple Leafs de Toronto    | Toronto         | 4-0    | Centre Air Canada (19 369)                 | 1-1-0-0          | 2   |
| 3        | 14 octobre   | victoire                | Capitals de Washington    | Montréal        | 5-1 Pr | Centre Bell (19 384)                       | 2-1-0-0          | 4   |
| 4        | 16 octobre   | victoire                | Penguins de Pittsburgh    | Montréal        | 4-1    | Centre Bell (18 859)                       | 3-1-0-0          | 6   |
| 5        | 18 octobre   | défaite                 | Maple Leafs de Toronto    | Montréal        | 0-1    | Centre Bell (21 273)                       | 3-2-0-0          | 6   |
| 6        | 20 octobre   | victoire                | Red Wings de Détroit      | Montréal        | 2-1    | Centre Bell (19 407)                       | 4-2-0-0          | 8   |
| 7        | 23 octobre   | victoire                | Islanders de New York     | Montréal        | 3-0    | Centre Bell (18 305)                       | 5-2-0-0          | 10  |
| 8        | 25 octobre   | défaite                 | Sénateurs d’Ottawa        | Montréal        | 2-6    | Centre Bell (21 273)                       | 5-3-0-0          | 10  |
| 9        | 27 octobre   | défaite                 | Flyers de Philadelphie    | Philadelphie    | 0-5    | Wachovia Center (18 631)                   | 5-4-0-0          | 10  |
| 10       | 28 octobre   | défaite                 | Bruins de Boston          | Montréal        | 0-2    | Centre Bell (19 245)                       | 5-5-0-0          | 10  |
| 11       | 30 octobre   | victoire                | Bruins de Boston          | Boston          | 1-0    | FleetCenter (14 377)                       | 6-5-0-0          | 12  |
| 12       | 1er novembre | défaite                 | Rangers de New York       | Montréal        | 1-5    | Centre Bell (19 979)                       | 6-6-0-0          | 12  |
| 13       | 4 novembre   | défaite                 | Oilers d’Edmonton         | Montréal        | 2-4    | Centre Bell (18 218)                       | 6-7-0-0          | 12  |
| 14       | 7 novembre   | défaite                 | Sabres de Buffalo         | Buffalo         | 1-2    | HSBC Arena (18 690)                        | 6-8-0-0          | 12  |
| 15       | 8 novembre   | victoire                | Sabres de Buffalo         | Montréal        | 3-0    | Centre Bell (21 273)                       | 7-8-0-0          | 14  |
| 16       | 11 novembre  | match nul               | Blue Jackets de Columbus  | Montréal        | 1-1 Pr | Centre Bell (18 765)                       | 7-8-1-0          | 15  |
| 17       | 13 novembre  | défaite                 | Islanders de New York     | Uniondale       | 1-3    | Nassau Veterans Memorial Coliseum (12 478) | 7-9-1-0          | 15  |
| 18       | 15 novembre  | victoire                | Sénateurs d’Ottawa        | Ottawa          | 3-0    | Corel Centre (18 337)                      | 8-9-1-0          | 17  |
| 19       | 18 novembre  | défaite en prolongation | Canucks de Vancouver      | Vancouver       | 4-5 Pr | General Motors Place (18 630)              | 8-9-1-1          | 18  |
| 20       | 20 novembre  | défaite                 | Flames de Calgary         | Calgary         | 1-2    | Pengrowth Saddledome (16 139)              | 8-10-1-1         | 18  |
| 21       | 22 novembre  | victoire                | Oilers d’Edmonton         | Edmonton        | 4-3    | Centre Bell (57 167)                       | 9-10-1-1         | 20  |
| 22       | 25 novembre  | défaite                 | Canucks de Vancouver      | Montréal        | 2-5    | Centre Bell (21 273)                       | 9-11-1-1         | 20  |
| 23       | 28 novembre  | victoire                | Capitals de Washington    | Washington      | 5-3    | MCI Center (16 206)                        | 10-11-1-1        | 22  |
| 24       | 29 novembre  | match nul               | Panthers de la Floride    | Montréal        | 1-1 Pr | Centre Bell (20 248)                       | 10-11-2-1        | 23  |
| 25       | 2 décembre   | victoire                | Lightning de Tampa Bay    | Montréal        | 3-2    | Centre Bell (19 858)                       | 11-11-2-1        | 25  |
| 26       | 5 décembre   | match nul               | Hurricane de la Caroline  | Raleigh         | 1-1 Pr | RBC Centerl (11 632)                       | 11-11-3-1        | 26  |
| 27       | 6 décembre   | victoire                | Hurricane de la Caroline  | Montréal        | 3-1    | Centre Bell (19 971)                       | 12-11-3-1        | 28  |
| 28       | 8 décembre   | défaite                 | Flyers de Philadelphie    | Montréal        | 2-3    | Centre Bell (19 876)                       | 12-12-3-1        | 28  |
| 29       | 10 décembre  | victoire                | Rangers de New York       | New York        | 2-1    | Madison Square Garden (18 200)             | 13-12-3-1        | 30  |
| 30       | 12 décembre  | défaite                 | Panthers de la Floride    | Sunrise         | 2-4    | Office Depot Center (15 742)               | 13-13-3-1        | 30  |
| 31       | 13 décembre  | victoire                | Lightning de Tampa Bay    | Tampa Bay       | 5-2    | St. Pete Times Forum (17 228)              | 14-13-3-1        | 32  |
| 32       | 16 décembre  | match nul               | Bruins de Boston          | Montréal        | 1-1 Pr | Centre Bell (20 270)                       | 14-13-4-1        | 33  |
| 33       | 18 décembre  | victoire                | Predator de Nashville     | Montréal        | 5-4    | Centre Bell (19 682)                       | 15-13-4-1        | 35  |
| 34       | 20 décembre  | défaite                 | Maple Leafs de Toronto    | Toronto         | 2-4    | Centre Air Canada (19 416)                 | 15-14-4-1        | 35  |
| 35       | 22 décembre  | victoire                | Penguins de Pittsburgh    | Montréal        | 4-1    | Centre Bell (21 273)                       | 16-14-4-1        | 37  |
| 36       | 23 décembre  | défaite                 | Capitals de Washington    | Washington      | 2-3    | MCI Center (12 469)                        | 16-15-4-1        | 37  |
| 37       | 27 décembre  | défaite en prolongation | Hurricane de la Caroline  | Raleigh         | 1-2 Pr | RBC Center (14 136)                        | 16-15-4-2        | 38  |
| 38       | 29 décembre  | victoire                | Thrashers d'Atlanta       | Atlanta         | 2-1    | Philips Arena (17 310)                     | 17-15-4-2        | 40  |
| 39       | 31 décembre  | match nul               | Stars de Dallas           | Dallas          | 1-1 Pr | American Airlines Center (18 562)          | 17-15-5-2        | 41  |
| 40       | 3 janvier    | victoire                | Thrasher d’Atlanta        | Montréal        | 5-1    | Centre Bell (21 273)                       | 18-15-5-2        | 43  |
| 41       | 4 janvier    | victoire                | Capitals de Washington    | Montréal        | 4-1    | Centre Bell (19 727)                       | 19-15-5-2        | 45  |
| 42       | 6 janvier    | victoire                | Sabres de Buffalo         | Montréal        | 3-1    | Centre Bell (19 535)                       | 20-15-5-2        | 47  |
| 43       | 8 janvier    | défaite                 | Lightning de Tampa Bay    | Montréal        | 1-4    | Centre Bell (20 706)                       | 20-16-5-2        | 47  |
| 44       | 10 janvier   | victoire                | Penguins de Pittsburgh    | Pittsburgh      | 8-0    | Mellon Arena (15 286)                      | 21-16-5-2        | 49  |
| 45       | 13 janvier   | victoire                | Blues de Saint-Louis      | Montréal        | 5-2    | Centre Bell (21 273)                       | 22-16-5-2        | 51  |
| 46       | 14 janvier   | victoire                | Thrashers d'Atlanta       | Atlanta         | 2-1    | Philips Arena (12 801)                     | 23-16-5-2        | 53  |
| 47       | 17 janvier   | match nul               | Rangers de New York       | Montréal        | 2-2 Pr | Centre Bell (21 273)                       | 23-16-6-2        | 54  |
| 48       | 20 janvier   | victoire                | Flyers de Philadelphie    | Philadelphie    | 4-1    | Wachovia Center (19 244)                   | 24-16-6-2        | 56  |
| 49       | 23 janvier   | défaite                 | Devils du New Jersey      | East Rutherford | 0-2    | Continental Airlines Arena (18 197)        | 24-17-6-2        | 56  |
| 50       | 24 janvier   | défaite                 | Maple Leafs de Toronto    | Montréal        | 1-4    | Centre Bell (21 273)                       | 24-18-6-2        | 56  |
| 51       | 27 janvier   | défaite                 | Sabres de Buffalo         | Buffalo         | 1-4    | HSBC Arena (11 576)                        | 24-19-6-2        | 56  |
| 52       | 29 janvier   | victoire                | Wild du Minnesota         | Saint-Paul      | 3-2    | Xcel Energy Center (18 568)                | 25-19-6-2        | 58  |
| 53       | 31 janvier   | défaite                 | Bruins de Boston          | Montréal        | 0-1    | Centre Bell (21 273)                       | 25-20-6-2        | 58  |
| 54       | 1 février    | victoire                | Blackhawks de Chicago     | Montréal        | 6-4    | Centre Bell (21 273)                       | 26-20-6-2        | 60  |
| 55       | 3 février    | victoire                | Penguins de Pittsburgh    | Pittsburgh      | 4-3    | Mellon Arena (10 041)                      | 27-20-6-2        | 62  |
| 56       | 5 février    | victoire                | Islanders de New York     | Montréal        | 2-1    | Centre Bell (21 273)                       | 28-20-6-2        | 64  |
| 57       | 10 février   | défaite                 | Panthers de la Floride    | Sunrise         | 1-2    | Office Depot Center (17 104)               | 28-21-6-2        | 64  |
| 58       | 12 février   | défaite                 | Lightning de Tampa Bay    | Tampa Bay       | 3-5    | St. Pete Times Forum (15 644)              | 28-22-6-2        | 64  |
| 59       | 14 février   | défaite                 | Sénateurs d’Ottawa        | Ottawa          | 2-5    | Corel Center (18 500)                      | 28-23-6-2        | 64  |
| 60       | 17 février   | défaite                 | Thrashers d'Atlanta       | Montréal        | 1-4    | Centre Bell (21 273)                       | 28-24-6-2        | 64  |
| 61       | 19 février   | victoire                | Flames de Calgary         | Montréal        | 4-1    | Centre Bell (21 273)                       | 29-24-6-2        | 66  |
| 62       | 21 février   | défaite                 | Maple Leafs de Toronto    | Toronto         | 4-5    | Centre Air Canada (19 514)                 | 29-25-6-2        | 66  |
| 63       | 23 février   | victoire                | Rangers de New York       | New York        | 4-1    | Madison Square Garden (18 200)             | 30-25-6-2        | 68  |
| 64       | 24 février   | victoire                | Sénateurs d’Ottawa        | Montréal        | 4-2    | Centre Bell (21 273)                       | 31-25-6-2        | 70  |
| 65       | 26 février   | victoire                | Bruins de Boston          | Boston          | 3-2    | FleetCenter (17 565)                       | 32-25-6-2        | 72  |
| 66       | 28 février   | victoire                | Hurricanes de la Caroline | Montréal        | 1-0    | Centre Bell (21 273)                       | 33-25-6-2        | 74  |
| 67       | 1 mars       | victoire                | Devils du New Jersey      | Montréal        | 2-1    | Centre Bell (21 273)                       | 34-25-6-2        | 76  |
| 68       | 3 mars       | défaite                 | Sharks de San José        | San José        | 3-4    | HP Pavilion (15 614)                       | 34-26-6-2        | 76  |
| 69       | 5 mars       | victoire                | Coyotes de Phoenix        | Glendale        | 4-3    | Glendale Arena (16 859)                    | 35-26-6-2        | 78  |
| 70       | 6 mars       | victoire                | Kings de Los Angeles      | Los Angeles     | 4-2    | Great Western Forum (18 258)               | 36-26-6-2        | 80  |
| 71       | 8 mars       | victoire                | Mighty Ducks of Anaheim   | Anaheim         | 5-2    | Arrowhead Pond of Anaheim (14 947)         | 37-26-6-2        | 82  |
| 72       | 11 mars      | défaite en prolongation | Panthers de la Floride    | Montréal        | 2-3 Pr | Centre Bell (21 273)                       | 37-26-6-3        | 83  |
| 73       | 13 mars      | victoire                | Maple Leafs de Toronto    | Montréal        | 4-3    | Centre Bell (21 273)                       | 38-26-6-3        | 85  |
| 74       | 16 mars      | victoire                | Avalanche du Colorado     | Montréal        | 4-2    | Centre Bell (21 273)                       | 39-26-6-3        | 87  |
| 75       | 19 mars      | match nul               | Devils du New Jersey      | East Rutherford | 1-1 Pr | Continental Airlines Arena (16 605)        | 39-26-7-3        | 88  |
| 76       | 20 mars      | victoire                | Devils du New Jersey      | Montréal        | 3-2    | Centre Bell (21 273)                       | 40-26-7-3        | 90  |
| 77       | 24 mars      | défaite                 | Sabres de Buffalo         | Buffalo         | 1-2    | HSBC Arena (16 606)                        | 40-27-7-3        | 90  |
| 78       | 25 mars      | défaite                 | Sénateurs d’Ottawa        | Montréal        | 0-4    | Centre Bell (21 273)                       | 40-28-7-3        | 90  |
| 79       | 27 mars      | défaite en prolongation | Bruins de Boston          | Boston          | 2-3 Pr | FleetCenter (17 565)                       | 40-28-7-4        | 91  |
| 80       | 31 mars      | défaite                 | Islanders de New York     | Uniondale       | 1-5    | Nassau Veterans Memorial Coliseum (14 895) | 40-29-7-4        | 91  |
| 81       | 1 avril      | défaite                 | Flyers de Philadelphie    | Montréal        | 0-2    | Centre Bell (21 273)                       | 40-30-7-4        | 91  |
| 82       | 3 avril      | victoire                | Sabres de Buffalo         | Montréal        | 6-3    | Centre Bell (21 273)                       | 41-30-7-4        | 93  |

### Statistiques de la saison régulière

#### Classement de l’équipe
| Clt   | Équipe                 | PJ | V  | D  | N  | DP | BP  | BC  | Pts |
| ----- | ---------------------- | -- | -- | -- | -- | -- | --- | --- | --- |
| +001, | Bruins de Boston       | 82 | 41 | 19 | 15 | 7  | 209 | 188 | 104 |
| +002, | Maple Leafs de Toronto | 82 | 45 | 24 | 10 | 3  | 242 | 204 | 103 |
| +003, | Sénateurs d’Ottawa     | 82 | 43 | 23 | 10 | 6  | 262 | 189 | 102 |
| +004, | Canadiens de Montréal  | 82 | 41 | 7  | 30 | 4  | 208 | 192 | 93  |
| +005, | Sabres de Buffalo      | 82 | 37 | 34 | 7  | 4  | 220 | 221 | 85  |

- Vainqueur de division
- Équipe qualifiée pour les séries

#### Statistiques des joueurs de champs
| Nom               | Pos           | PJ | B  | A  | Pts | +/- | Pun | Commentaire                                                                  |
| ----------------- | ------------- | -- | -- | -- | --- | --- | --- | ---------------------------------------------------------------------------- |
| Mike Ribeiro      | Centre        | 81 | 20 | 45 | 65  | 15  | 34  |                                                                              |
| Michael Ryder     | Ailier droit  | 81 | 25 | 38 | 63  | 10  | 26  |                                                                              |
| Saku Koivu        | Centre        | 68 | 14 | 41 | 55  | -5  | 52  | Capitaine de l'équipe                                                        |
| Richard Zedník    | Ailier gauche | 81 | 26 | 24 | 50  | 5   | 63  |                                                                              |
| Sheldon Souray    | Défenseur     | 63 | 15 | 20 | 35  | 4   | 104 | Assistant capitaine                                                          |
| Yanic Perreault   | Centre        | 69 | 16 | 15 | 31  | -10 | 40  |                                                                              |
| Patrice Brisebois | Défenseur     | 71 | 4  | 27 | 31  | 17  | 22  |                                                                              |
| Jan Bulis         | Centre        | 72 | 13 | 17 | 30  | -8  | 30  |                                                                              |
| Andreï Markov     | Défenseur     | 69 | 6  | 22 | 28  | -2  | 20  |                                                                              |
| Pierre Dagenais   | Ailier gauche | 50 | 17 | 10 | 27  | 15  | 24  |                                                                              |
| Niklas Sundström  | Ailier droit  | 66 | 8  | 12 | 20  | 3   | 18  |                                                                              |
| Francis Bouillon  | Défenseur     | 73 | 2  | 16 | 18  | 1   | 70  |                                                                              |
| Steve Bégin       | Ailier gauche | 52 | 10 | 5  | 15  | 6   | 41  |                                                                              |
| Joé Juneau        | Centre        | 70 | 5  | 10 | 15  | -4  | 20  |                                                                              |
| Jason Ward        | Ailier droit  | 53 | 5  | 7  | 12  | 3   | 21  |                                                                              |
| Andreas Dackell   | Ailier droit  | 60 | 4  | 8  | 12  | 8   | 10  |                                                                              |
| Craig Rivet       | Défenseur     | 80 | 4  | 8  | 12  | -1  | 98  | Assistant capitaine                                                          |
| Donald Audette    | Ailier droit  | 23 | 3  | 5  | 8   | -4  | 16  | Contrat racheté le 15 janvier 2004                                           |
| Stéphane Quintal  | Défenseur     | 73 | 3  | 5  | 8   | 10  | 82  |                                                                              |
| Jim Dowd          | Centre        | 14 | 3  | 2  | 5   | 6   | 6   | Échangé en provenance du Wild du Minnesota le 4 mars 2004                    |
| Chad Kilger       | Centre        | 36 | 2  | 2  | 4   | 2   | 14  | Soumis au ballotage le 9 mars 2004 et réclamé par les Maple Leafs de Toronto |
| Mike Komisarek    | Défenseur     | 46 | 0  | 4  | 4   | 4   | 34  |                                                                              |
| Alekseï Kovaliov  | Ailier droit  | 12 | 1  | 2  | 3   | -4  | 12  | Échangé en provenance des Rangers de New York le 2 mars 2004                 |
| Darren Langdon    | Ailier gauche | 64 | 0  | 3  | 3   | -2  | 135 |                                                                              |
| Ron Hainsey       | Défenseur     | 11 | 1  | 1  | 2   | 3   | 4   |                                                                              |
| Marcel Hossa      | Ailier gauche | 15 | 1  | 1  | 2   | -3  | 8   |                                                                              |
| Benoît Gratton    | Centre        | 4  | 0  | 1  | 1   | 0   | 4   |                                                                              |
| Gordie Dwyer      | Ailier gauche | 2  | 0  | 0  | 0   | 0   | 7   |                                                                              |
| Chris Higgins     | Ailier gauche | 2  | 0  | 0  | 0   | 0   | 0   |                                                                              |
| Tomáš Plekanec    | Centre        | 2  | 0  | 0  | 0   | 0   | 0   |                                                                              |
| Jozef Balej       | Ailier droit  | 4  | 0  | 0  | 0   | -1  | 0   | Échangé en provenance des Rangers de New York le 2 mars 2004                 |
| Karl Dykhuis      | Défenseur     | 9  | 0  | 0  | 0   | -2  | 2   |                                                                              |

#### Statistiques des gardiens
| Nom           | PJ | Min          | V  | D  | N | BC  | Moy  | Tirs  | %Arr | Bl | B | A | Pun | Commentaire |
| ------------- | -- | ------------ | -- | -- | - | --- | ---- | ----- | ---- | -- | - | - | --- | ----------- |
| José Théodore | 67 | 3960 min 0 s | 33 | 28 | 5 | 150 | 2,27 | 1 710 | 91,9 | 6  | 0 | 3 | 4   |             |
| Mathieu Garon | 19 | 1003 min 0 s | 8  | 6  | 2 | 38  | 2,27 | 442   | 92,1 | 0  | 0 | 0 | 2   |             |

## Séries éliminatoires

### Détails des séries

#### Montréal contre Boston
C'est la trentième confrontation en séries entre ces deux équipes. Montréal a perdu les quatre séries précédentes. Le Bilan de Montréal en saison régulière face à Boston est de deux victoires, trois défaites, un match nul.
Lors de cette confrontation, c'est la première fois de son histoire que les Canadiens parviennent à gagner une série en sept matchs alors qu'ils la perdaient 3 à 1.
| 7 avril | Boston | 3-0 (2-0, 1-0, 0-0) | Montréal | FleetCenter |

| Feuille de match | Feuille de match | Feuille de match | Feuille de match | Feuille de match |
| ---------------- | --- | ---------------- | ---------------- | ---------------- |
|                  | Gontchar (Nylander, Šlégr) — 5 min 12 s (SN) Nylander (Gontchar, Samsonov) — 19 min 1 s Knuble (Bergeron, Samsonov) — 38 min 24 s (SN) | 1-0 2-0 3-0      | -                |                  |
| Raycroft         | Gardiens | Théodore         |                  |                  |
| 10 min           | Pénalités | 14 min           |                  |                  |
| 39               | Tirs | 31               |                  |                  |

| 9 avril | Boston | 2-1 (2-0, 0-1, 0-0, 1-0) | Montréal | FleetCenter |

| Feuille de match | Feuille de match                                                                          | Feuille de match | Feuille de match                                   | Feuille de match |
| ---------------- | ----------------------------------------------------------------------------------------- | ---------------- | -------------------------------------------------- | ---------------- |
|                  | Nylander (Bergeron, Samsonov) — 15 min 22 s - Bergeron (Nylander, Samsonov) — 61 min 26 s | 1-0 1-1 2-1      | - Brisebois (Kovaliov, Koivu) — 35 min 54 s (SN) - |                  |
| Raycroft         | Gardiens                                                                                  | Théodore         |                                                    |                  |
| 12 min           | Pénalités                                                                                 | 12 min           |                                                    |                  |
| 19               | Tirs                                                                                      | 26               |                                                    |                  |

| 11 avril | Montréal | 3-2 (2-1, 1-0, 0-1) | Boston | Centre Bell |

| Feuille de match | Feuille de match | Feuille de match    | Feuille de match                                             | Feuille de match |
| ---------------- | --- | ------------------- | ------------------------------------------------------------ | ---------------- |
|                  | Kovaliov (Koivu, Théodore) — 2 min 16 s - Kovaliov (Rivet, Théodore) — 15 min 24 s Markov (Zednik, Koivu) — 33 min 32 s - | 1-0 1-1 2-1 3-1 3-2 | - hilbert — 6 min 34 s - Rolston (Gill, Green) — 43 min 35 s |                  |
| Théodore         | Gardiens | Raycroft            |                                                              |                  |
| 6 min            | Pénalités | 10 min              |                                                              |                  |
| 32               | Tirs | 23                  |                                                              |                  |

| 13 avril | Montréal | 3-4 (2-1, 1-1, 0-1, 0-1) | Boston | Centre Bell |

| Feuille de match | Feuille de match                                                                                             | Feuille de match            | Feuille de match | Feuille de match |
| ---------------- | --- | --------------------------- | --- | ---------------- |
|                  | Ribeiro (Ryder, Dagenais) — 4 min 41 s - Kovaliov (Bulis, Dowd) — 19 min 55 s Ribeiro (Ward) — 21 min 48 s - | 1-0 1-1 2-1 3-1 3-2 3-3 3-4 | - Nylander (Samsonov, Boynton) — 16 min 25 s - Šlégr — 31 min 30 s Knuble (Murray, Gontchar) — 59 min 29 s Murray — 69 min 27 s |                  |
| Théodore         | Gardiens | Raycroft                    | |                  |
| 14 min           | Pénalités | 14 min                      | |                  |
| 45               | Tirs | 44                          | |                  |

| 15 avril | Boston | 1-5 (0-1, 0-1, 1-3) | Montréal | FleetCenter |

| Feuille de match | Feuille de match                               | Feuille de match        | Feuille de match | Feuille de match |
| ---------------- | ---------------------------------------------- | ----------------------- | --- | ---------------- |
|                  | - - Murray (Boynton, Gontchar) — 48 min 23 s - | 0-1 0-2 0-3 1-3 1-4 1-5 | Perreault (Ward, Rivet) — 5 min 43 s Kovaliov (Koivu, Zednik) — 7 min 39 s Zednik — 43 min 25 s - Koivu (Souray, Brisebois) — 51 min 16 s (SN) Rivet (Koivu, Markov) — 53 min 26 s (SN) |                  |
| Raycroft         | Gardiens                                       | Théodore                | |                  |
| 8 min            | Pénalités                                      | 12 min                  | |                  |
| 30               | Tirs                                           | 44                      | |                  |

| 17 avril | Montréal | 5-2 (1-1, 2-0, 2-1) | Boston | Centre Bell |

| Feuille de match | Feuille de match | Feuille de match            | Feuille de match                                                                | Feuille de match |
| ---------------- | --- | --------------------------- | ------------------------------------------------------------------------------- | ---------------- |
|                  | - Langdon (Perreault, Bégin) — 12 min 37 s Koivu (Markov) — 26 min 3 s Perreault (Ryder, Ribeiro) — 34 min 23 s - Kovaliov (Koivu, Zednik) — 59 min 19 s (CV) Bulis (Perreault, Souray) — 59 min 56 s (CV) | 0-1 1-1 2-1 3-1 3-2 4-2 5-2 | Samsonov (Bergeron) — 7 min 16 s - Samsonov (Nylander, Gontchar) — 2 min 16 s - |                  |
| Théodore         | Gardiens | Raycroft                    |                                                                                 |                  |
| 4 min            | Pénalités | 4 min                       |                                                                                 |                  |
| 23               | Tirs | 24                          |                                                                                 |                  |

| 19 avril | Boston | 0-2 (0-0, 0-0, 0-2) | Montréal | FleetCenter |

| Feuille de match | Feuille de match | Feuille de match | Feuille de match                                                                  | Feuille de match |
| ---------------- | ---------------- | ---------------- | --------------------------------------------------------------------------------- | ---------------- |
|                  | - -              | 0-1 0-2          | Zednik (Kovaliov, Koivu) — 50 min 52 s Zednik (Kovaliov, Koivu) — 7 min 39 s (CV) |                  |
| Raycroft         | Gardiens         | Théodore         |                                                                                   |                  |
| 4 min            | Pénalités        | 8 min            |                                                                                   |                  |
| 32               | Tirs             | 26               |                                                                                   |                  |

#### Montréal contre Tampa Bay
C'est la première confrontation en séries entre ces deux équipes. Les deux équipes se sont partagé l'enjeu lors de la saison régulière avec deux victoires chacune.
| 23 avril | Tampa Bay | 4-0 (0-0, 2-0, 2-0) | Montréal | St. Pete Times Forum |

| Feuille de match | Feuille de match | Feuille de match                            | Feuille de match | Feuille de match |
| ---------------- | --- | ------------------------------------------- | ---------------- | ---------------- |
|                  | Fedotenko (St-Louis, Lecavalier) — 22 min 52 s Lecavalier (St-Louis, Sydor) — 36 min 43 s Lecavalier (St-Louis, Boyle) — 43 min 49 s Afanassenkov (Taylor) — 47 min 20 s | 0-1 0-2 0-3 0-4                             | -                |                  |
| Khabibouline     | Gardiens | Théodore (48 min 6 s ) Garon (11 min 54 s ) |                  |                  |
| 11 min           | Pénalités | 27 min                                      |                  |                  |
| 34               | Tirs | 21                                          |                  |                  |

| 25 avril | Tampa Bay | 3-1 (2-1, 1-0, 0-0) | Montréal | St. Pete Times Forum |

| Feuille de match | Feuille de match | Feuille de match | Feuille de match                                | Feuille de match |
| ---------------- | --- | ---------------- | ----------------------------------------------- | ---------------- |
|                  | Lecavalier (St-Louis, Andreychuk) — 2 min 35 s (SN) Modin (Richards, Stillman) — 8 min 33 s Lecavalier (St-Louis, Boyle) — 43 min 49 s - Lecavalier (Sarich) — 39 min 57 s | 0-1 0-2 0-3 0-4  | - Koivu (Kovaliov, Markov) — 16 min 40 s (SN) - |                  |
| Khabibouline     | Gardiens | Théodore         |                                                 |                  |
| 8 min            | Pénalités | 8 min            |                                                 |                  |
| 29               | Tirs | 27               |                                                 |                  |

| 27 avril | Montréal | 3-4 (0-0, 1-2, 2-1, 0-1) | Tampa Bay | Centre Bell |

| Feuille de match | Feuille de match                                                                                            | Feuille de match            | Feuille de match | Feuille de match |
| ---------------- | --- | --------------------------- | --- | ---------------- |
|                  | - Kovaliov (Markov, Rivet) — 9 min 33 s (SN) - Ryder (Rivet) — 30 min 32 s Brisebois (Dowd) — 46 min 13 s - | 0-1 1-1 1-2 2-2 3-2 3-3 3-4 | Stillman (Kubina, Taylor) — 8 min 41 s (IN) - Richards (St-Louis) — 12 min 24 s (SN) - Lecavalier (Andreychuk, St-Louis) — 39 min 43 s Richards (Modin) — 61 min 5 s |                  |
| Théodore         | Gardiens | Khabibouline                | |                  |
| 30 min           | Pénalités                                                                                                   | 28 min                      | |                  |
| 31               | Tirs | 28                          | |                  |

| 29 avril | Montréal | 1-3 (1-0, 0-2, 0-1) | Tampa Bay | Centre Bell |

| Feuille de match | Feuille de match                  | Feuille de match | Feuille de match | Feuille de match |
| ---------------- | --------------------------------- | ---------------- | --- | ---------------- |
|                  | Sundstrom (Juneau) — 5 min 46 s - | 1-0 1-1 1-2 1-3  | - Boyle (Lecavalier, Andreychuk) — 31 min 57 s (SN) Richards (Afanassenkov) — 37 min 14 s Modin (Afanassenkov, Andreychuk) — 59 min 4 s (CV) |                  |
| Théodore         | Gardiens                          | Khabibouline     | |                  |
| 21 min           | Pénalités                         | 17 min           | |                  |
| 28               | Tirs                              | 24               | |                  |

#### Statistiques des joueurs de champs
| Nom               | Pos           | PJ | B | A | Pts | Pun |
| ----------------- | ------------- | -- | - | - | --- | --- |
| Mike Ribeiro      | Centre        | 11 | 2 | 1 | 3   | 18  |
| Michael Ryder     | Ailier droit  | 11 | 1 | 2 | 3   | 4   |
| Saku Koivu        | Centre        | 11 | 3 | 8 | 11  | 10  |
| Richard Zedník    | Ailier gauche | 11 | 3 | 3 | 6   | 2   |
| Sheldon Souray    | Défenseur     | 11 | 0 | 2 | 2   | 39  |
| Yanic Perreault   | Centre        | 9  | 2 | 2 | 4   | 0   |
| Patrice Brisebois | Défenseur     | 11 | 2 | 1 | 3   | 4   |
| Jan Bulis         | Centre        | 11 | 1 | 1 | 2   | 4   |
| Andreï Markov     | Défenseur     | 11 | 1 | 4 | 5   | 8   |
| Pierre Dagenais   | Ailier gauche | 8  | 0 | 1 | 1   | 6   |
| Niklas Sundström  | Ailier droit  | 4  | 1 | 0 | 1   | 2   |
| Francis Bouillon  | Défenseur     | 11 | 0 | 0 | 0   | 7   |
| Steve Bégin       | Ailier gauche | 9  | 0 | 1 | 1   | 10  |
| Joé Juneau        | Centre        | 11 | 0 | 1 | 1   | 4   |
| Jason Ward        | Ailier droit  | 5  | 0 | 2 | 2   | 2   |
| Craig Rivet       | Défenseur     | 11 | 1 | 4 | 5   | 2   |
| Stéphane Quintal  | Défenseur     | 4  | 0 | 0 | 0   | 2   |
| Jim Dowd          | Centre        | 11 | 0 | 2 | 2   | 2   |
| Mike Komisarek    | Défenseur     | 7  | 0 | 0 | 0   | 8   |
| Alekseï Kovaliov  | Ailier droit  | 11 | 6 | 4 | 10  | 8   |
| Darren Langdon    | Ailier gauche | 9  | 1 | 0 | 1   | 6   |

#### Statistiques des gardiens
| Nom           | PJ | Min         | V | D | N | BC | Moy  | Tirs | %Arr  | Bl | B | A | Pun |
| ------------- | -- | ----------- | - | - | - | -- | ---- | ---- | ----- | -- | - | - | --- |
| José Théodore | 11 | 678 min 0 s | 4 | 7 | 0 | 27 | 2,39 | 333  | 91,9  | 1  | 0 | 2 | 0   |
| Mathieu Garon | 1  | 12 min 0 s  | 0 | 0 | 0 | 0  | 0,00 | 6    | 100,0 | 0  | 0 | 0 | 0   |

## Trophées et honneurs

### Meilleurs pointeurs

#### Saison régulière
- Richard Zednik marque le plus de buts de la franchise (26) et termine au 26e rang de ce classement dans la LNH. Les meneurs de la ligue sont Rick Nash des Blue Jackets de Columbus, Jarome Iginla des Flames de Calgary et Ilia Kovaltchouk des Thrashers d'Atlanta avec 41 buts chacun[20].
- Mike Ribeiro est le meilleur passeur de l'équipe et termine au 17e rang de ce classement dans la LNH. Les Meneurs de la ligue sont Scott Gomez des Devils du New Jersey et Martin St-Louis du Lightning de Tampa Bay avec 56 passes chacun[21].
- Mike Ribeiro est le meilleur pointeur de l'équipe (65 points) et termine au 29e rang de ce classement dans la LNH . Le meneur de la ligue est Martin St-Louis avec 94 points[22].
- Darren Langdon est le joueur le plus puni de l'équipe totalisant 135 minutes de pénalités. Le meneur de la ligue est Sean Avery des Kings de Los Angeles avec 261 minutes de pénalités[23].

#### Séries éliminatoires
- Alekseï Kovaliov est le meilleur buteur de l'équipe avec 6 buts. Le meneur des séries est Jarome Ignila avec 13 buts[24].
- Saku Koivu est le meilleur passeur de l'équipe avec 8 aides. Le meneur des séries est Martin St-Louis avec 15 mentions d'aides[25].
- Saku Koivu est le meilleur pointeur de l'équipe avec 11 points. Le meneur des séries est Brad Richards du Lightning de Tampa Bay avec 26 points[26].
- Sheldon Souray est le joueur le plus puni de l'équipe totalisant 39 minutes de pénalités. Le meneur des séries est Chris Simon des Flames de Calgary avec 74 minutes de pénalités[27].

### Équipes d'étoiles
- Michael Ryder est nommé en tant qu'ailier droit sur l’équipe d'étoiles des recrues[28].

### Trophées interne à l’équipe
- José Théodore se voit décerner la Coupe Molson remis au joueur ayant amassé le plus de points au classement des trois étoiles établi à la fin de chaque match[29].
- Francis Bouillon se voit décerner le Trophée Jacques-Beauchamp remis au joueur ayant joué un rôle déterminant dans les succès de l’équipe sans en retirer d’honneur particulier[30].

## Mouvements

### Transactions
Le 2 mars 2004, Alekseï Kovaliov est acquis des Rangers de New-York, en échange de Jozef Balej et d’un choix de 2e ronde (51e au total) en 2004. Les Rangers acquièrent Bruce Graham avec ce choix.
Le 4 mars 2004, Jim Dowd est acquis du Wild du Minnesota, en échange  d’un choix de 4e ronde (117e au total) en 2004. Le Wild acquiert Julien Sprunger avec ce choix.
Le 9 mars 2004, René Vydarený est acquis des Canucks de Vancouver, en échange de Sylvain Blouin.

### Signatures d’agent libre
Le 4 juillet 2003, Pierre Dagenais s'engage avec les Canadiens. Il évoluait pour les Panthers de la Floride la saison précédente. Jean-François Damphousse ancien membre des Flames de Calgary s'engage pour une saison.

### Départs d’agent libre
Le 17 juillet 2003, Mariusz Czerkawski s’engage avec les Islanders de New York et quitte l’équipe des Canadiens.
Le 25 août 2003, Bill Lindsay s’engage avec les Thrashers d'Atlanta et quitte l’équipe des Canadiens.

### Prolongations de contrat
Le 5 mai 2003, Jan Bulis signe un contrat d’une durée de deux ans, prolongeant ainsi sa carrière avec les Canadiens.
Le 22 mai 2003, Chris Higgins, choisis en 1re ronde du Repêchage de 2002 par les canadiens, signe son contrat d'entrée d’une durée de trois ans.
Le 29 mai 2003, Francis Bouillon signe un contrat d’une durée de deux ans, prolongeant ainsi sa carrière avec les Canadiens. Deux choix du Repêchage de 2001, Duncan Milroy en 2e ronde et Andrew Archer en 7e ronde, signent leur contrat d'entrée d'une durée de trois ans.
Le 17 juin 2003, François Beauchemin signe un contrat d’une durée de deux ans et Eric Fichaud une extension d'un an.
Le 1er juillet 2003, Chad Kilger signe un contrat d’une durée de deux ans, Les contrats de Mariusz Czerkawski et Randy McKay sont quant à eux rachetés.
Le 4 juillet 2003, Jonathan Ferland, choix de 7e ronde lors du Repêchage de 2002, signe son contrat d'entrée d’une durée de trois ans.
Le 11 juillet 2003, Aleksandr Perejoguine, choix de 1re ronde lors du Repêchage de 2001, signe son contrat d'entrée d’une durée de trois ans.
Le 22 juillet 2003, Michael Ryder signe un contrat d’une durée d'un an.
Le 24 juillet 2003, Mike Ribeiro signe une prolongation de contrat.
Le 4 août 2003, Gordie Dwyer prolonge avec les Canadiens en signant un contrat d’une durée de deux ans.
Le 26 août 2003, Andreï Markov accepte un contrat d’une durée de deux ans avec les Canadiens.
Le 4 septembre 2003, Matt Shasby, choix de 5e ronde lors du Repêchage de 1999, signe son contrat d'entrée d’une durée de trois ans.

### Joueurs réclamés au ballotage
Le 3 octobre 2003, Steve Bégin est réclamé aux Sabres de Buffalo et Darren Langdon est lui aussi réclamé aux Canucks de Vancouver. Ils se joignent ainsi à l’effectif des Canadiens.

### Joueurs perdus au ballotage
Le 9 mars 2004, Chad Kilger est placé au ballotage et est réclamé par les Maple Leafs de Toronto.

### Départs en retraite
Le 13 septembre 2003, Randy McKay annonce sa retraite, mettant un terme à sa carrière.

### Rachat de contrat
Le 15 janvier 2004, Donald Audette voit son contrat être racheté par les Canadiens, mais il signe un contrat d'agent libre avec les Panthers de la Floride pour la fin de la saison.

## Repêchage
| No  | Tour | Nom                        | Nationalité | Position       | Équipe Junior                    |
| --- | ---- | -------------------------- | ----------- | -------------- | -------------------------------- |
| 10  | 1er  | Andrei Kostitsyn           | Biélorussie | Ailier gauche  | HK CSKA Moscou (Superliga)       |
| 40  | 2e   | Cory Urquhart              | Canada      | Centre         | Rocket de Montréal (LHJMQ)       |
| 61  | 2e   | Maxim Lapierre             | Canada      | Centre         | Rocket de Montréal (LHJMQ)       |
| 79  | 3e   | Ryan O'Byrne               | Canada      | Défenseur      | Hitmen de Calgary (LHOu)         |
| 113 | 4e   | Corey Locke                | Canada      | Centre         | 67 d'Ottawa (LHO)                |
| 123 | 4e   | Danny Stewart              | Canada      | Ailier gauche  | Océanic de Rimouski (LHJMQ)      |
| 177 | 6e   | Christopher Heino-Lindberg | Suède       | Gardien de but | Hammarby IF (SHL)                |
| 188 | 6e   | Mark Flood                 | Canada      | Défenseur      | Petes de Peterborough (LHO)      |
| 217 | 7e   | Oskari Korpikari           | Finlande    | Défenseur      | Kärpät Oulu (SM-Liga)            |
| 241 | 8e   | Jimmy Bonneau              | Canada      | Ailier gauche  | Rocket de Montréal (LHJMQ)       |
| 271 | 9e   | Jaroslav Halák             | Slovaquie   | Gardien de but | HC Slovan Bratislava (Extraliga) |